# Gletscherspalte

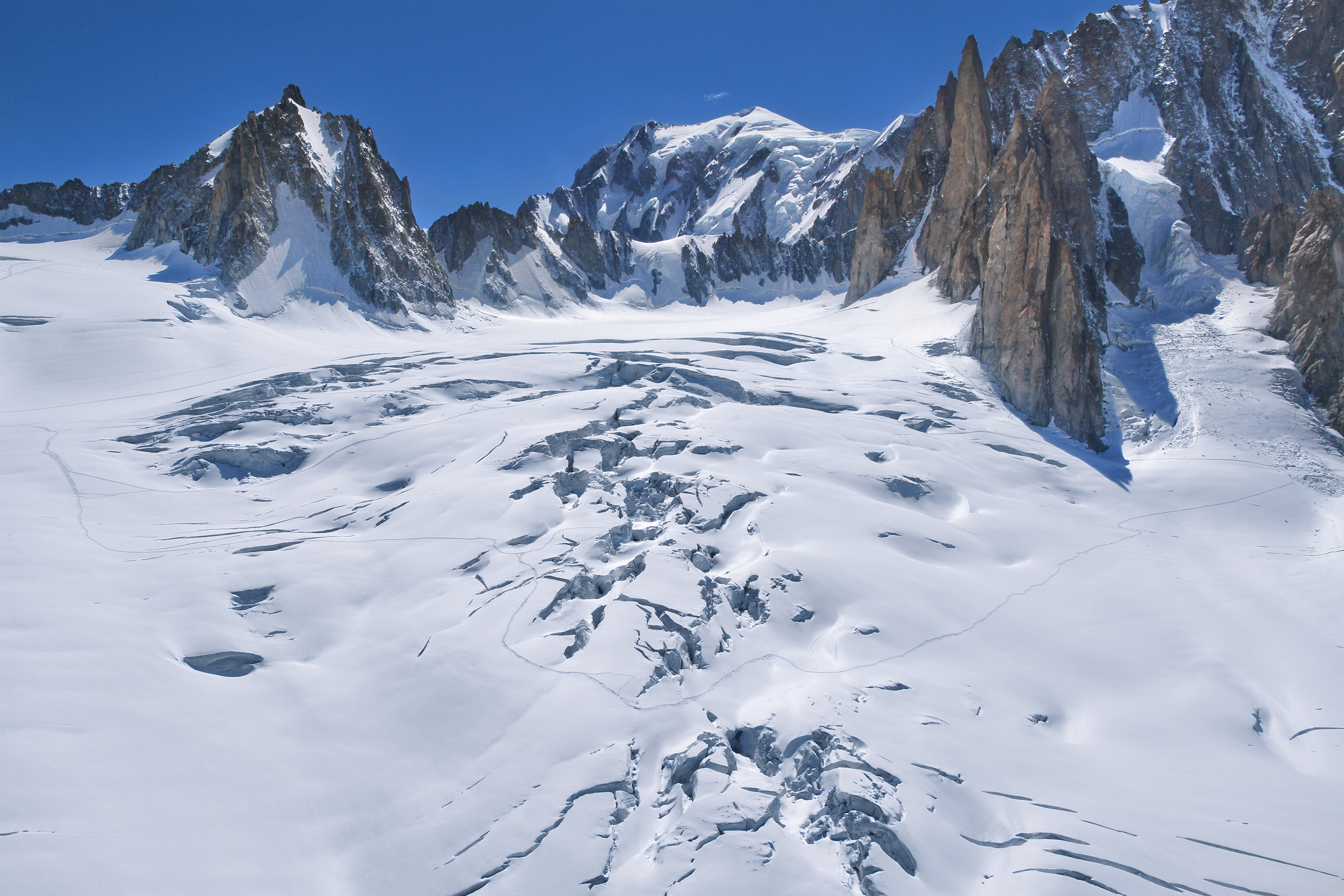
Gletscherspalten des Glacier du Géant in der Mont-Blanc-Gruppe

Eine Gletscherspalte ist eine spaltartige Öffnung in der Gletscheroberfläche, die für Hochtourengeher eine alpine Gefahr darstellen kann, besonders bei Schneebedeckung, wenn sie nicht sichtbar ist. Sichtbar dagegen sind Spalten in der Regel nur auf aperen Gletschern, die jahreszeitlich bedingt keine Schneeauflage mehr haben.

## Entstehung von Gletscherspalten

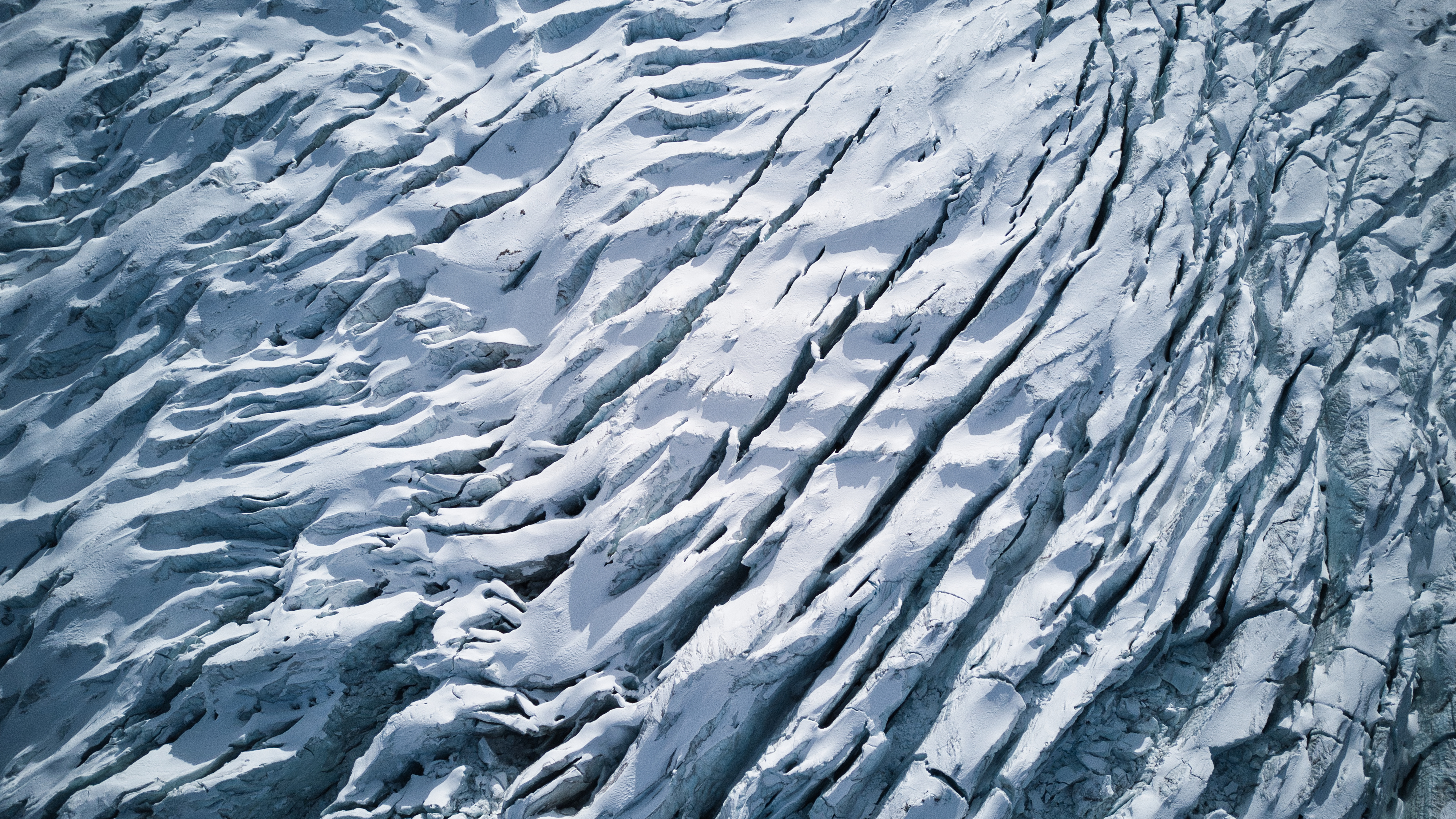
Nahaufnahme des Grenzgletschers bei Zermatt

Gletscherspalten entstehen, wenn der stetige Fluss des Eises gestört wird.
Gründe hierfür können sein:
- Felserhebungen unter dem Eis
- Unterschiedliches Gefälle des Untergrundes
- Zusammenfluss mehrerer Gletscher
- Unterschiedliche Fließgeschwindigkeiten innerhalb des Gletschers.

## Arten von Gletscherspalten

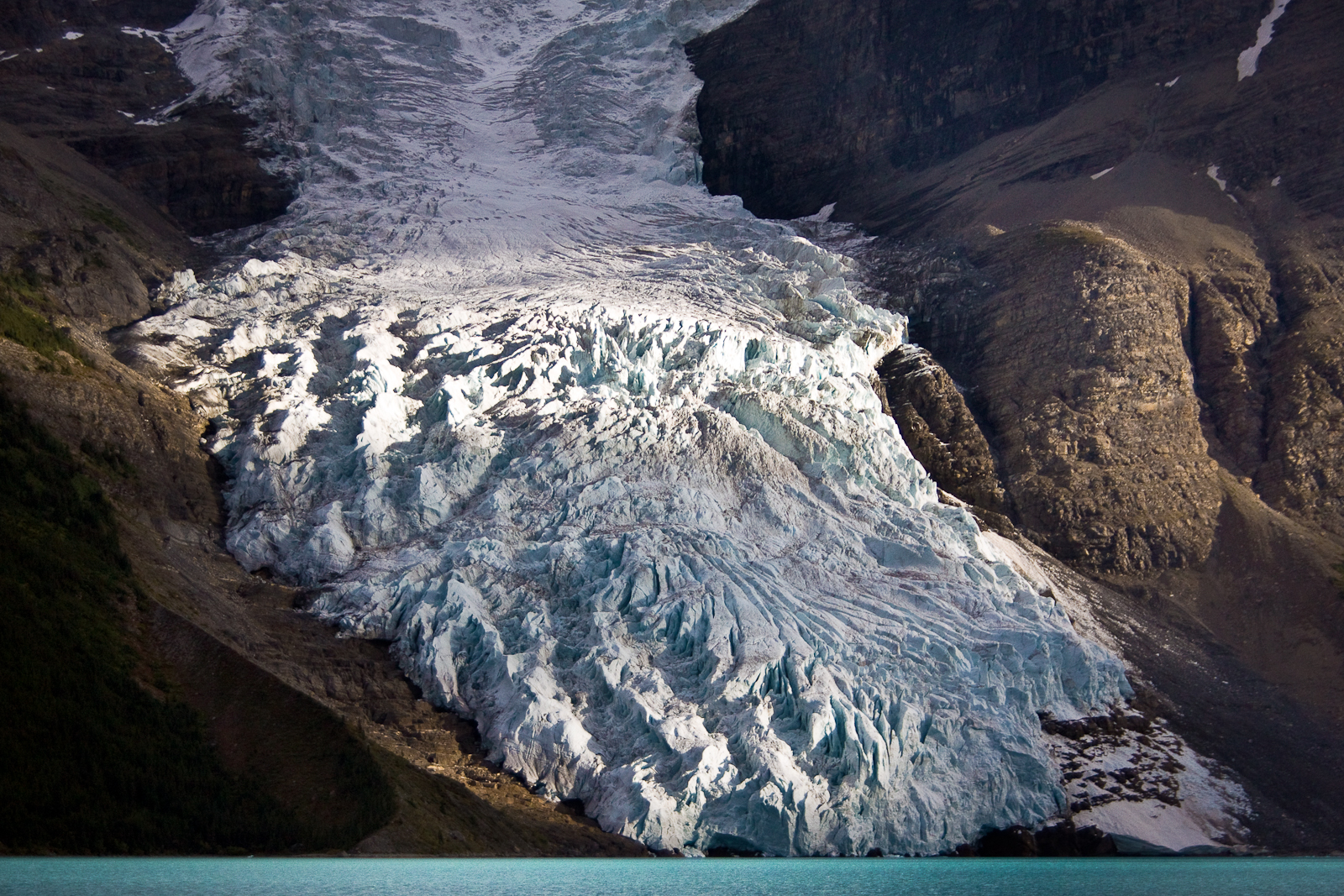
Berg Glacier in British Columbia. In der Bildmitte und im unteren Bereich Längsspalten, am oberen Bildrand Querspalten.

Querspalten (quer zur Fließrichtung) treten da auf, wo sich im Felsuntergrund ein Gefälleknick befindet und der Gletscher am steileren Hang plötzlich schneller wird. Die spröde oberste Schicht kann die Spannung nicht ausgleichen und reißt auf.
Längsspalten – auch Radialspalten genannt – entsprechen der Erweiterung des dem Gletscher zur Verfügung stehenden Raumes. Randspalten (nicht zu verwechseln mit Randkluft und Bergschrund) verlaufen meist schräg aufwärts gegen die Mitte des Gletschers und bilden sich bevorzugt in den Zonen, wo quer zur Eisbewegung Geschwindigkeitsdifferenzen auftreten – etwa an den Gletscherrändern, die langsamer vorrücken als das Mittelstück. So kann manchmal eine richtige Vergitterung der Spalten entstehen, wenn die Brüche nicht nur quer zum Gletscher, sondern auch parallel zu seiner Fließrichtung verlaufen. Am stärksten ausgeprägt ist diese Erscheinung bei den sogenannten Gletscherbrüchen. Diese kommen durch das Überschneiden verschiedener Gletscherspalten zustande, die aufgrund eines steilen Geländeknicks entstehen und das Eis in gewaltige Blöcke, sogenannte Séracs, zerteilen.

## Gletscherspalten als alpine Gefahr

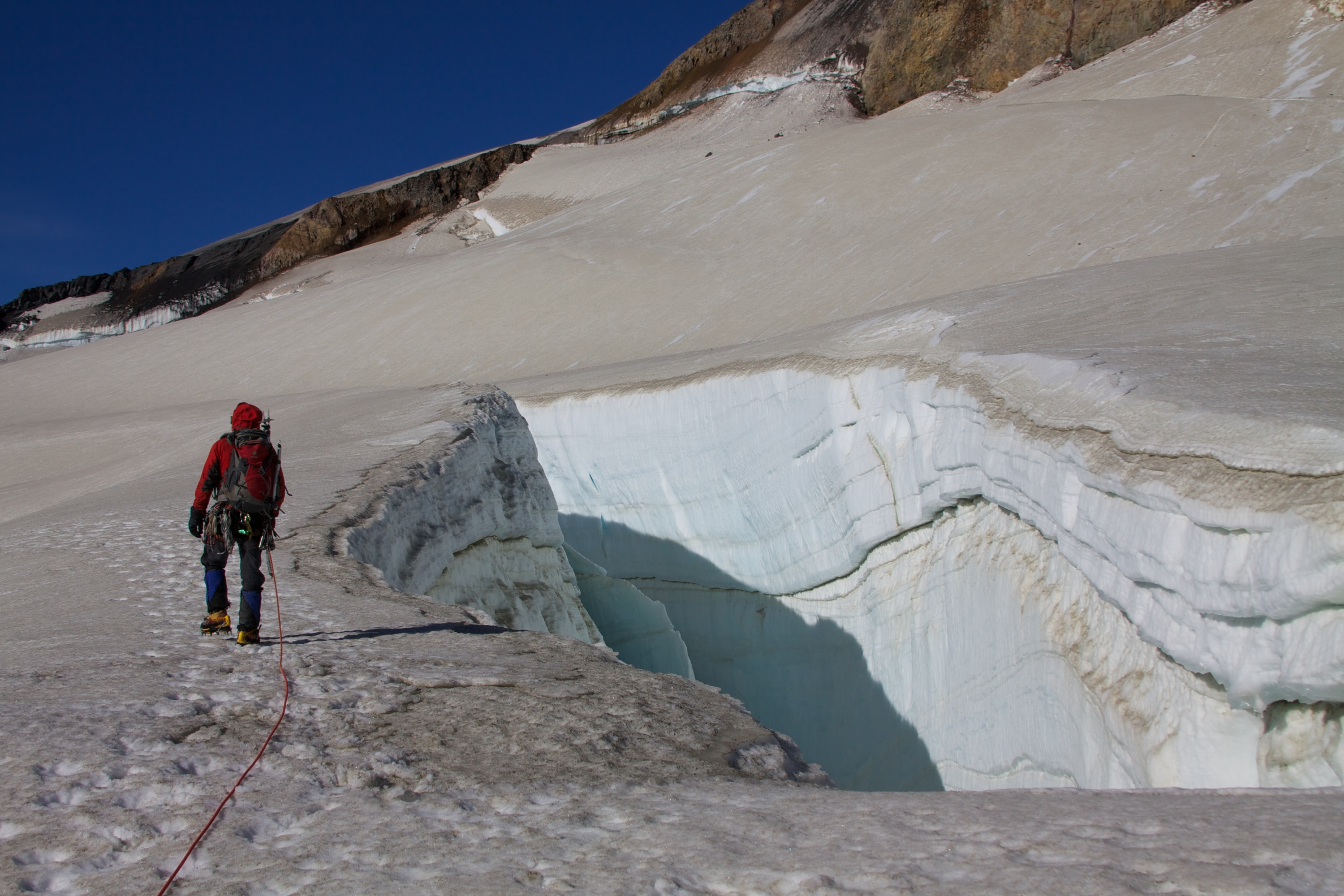
Alpinist neben Gletscherspalte

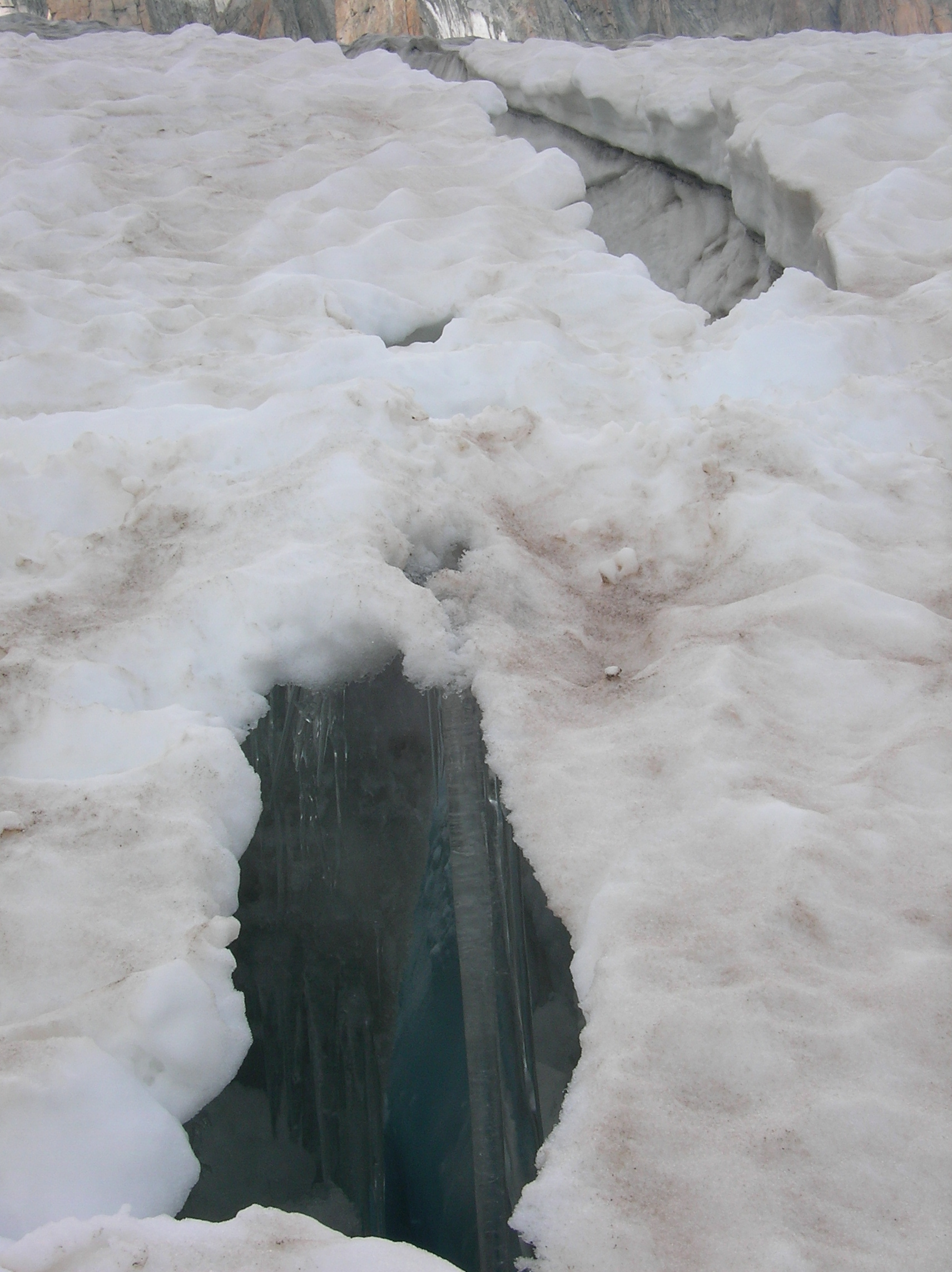
Gletscherspalte mit Schneebrücke im Vallée Blanche

Ist der Gletscher aper, also schneefrei und das Gletschereis sichtbar, besteht in der Regel keine Gefahr, da die Spalten offenliegen und die sichtbaren Spaltenränder normalerweise belastbar sind. Man kann dann ohne weiteres versuchen solche Spalten zu überspringen oder zu umgehen. Gefährlich sind die Spalten, die oberflächlich mit Schnee bedeckt sind. Das gilt sowohl für Alt- wie für Neuschnee. Liegt Altschnee über der Spalte, hängt die Gefahr im Wesentlichen mit der Tagestemperatur und damit der Festigkeit des Schnees zusammen. Nachmittags ist die Gefahr von Spaltenstürzen daher in aller Regel deutlich größer als morgens. Neuschnee ist dagegen unabhängig von seiner Temperatur instabil und damit gefährlich. Ist der Schnee bei Wind gefallen, können auch geringe Schneemengen bereits kleinere Spalten zugeweht haben. Die vollständig von Schnee überdeckte Spalte ist nur selten daran zu erkennen, dass der Gletscher hier leicht vertieft ist. Lediglich nach Neuschneefällen sinken Schneebedeckungen über Spalten gelegentlich dellenförmig ein. Altschneedecken tiefen sich über Spalten oft über Wochen nur unmerklich ein, da meistens lediglich ihre obersten 10 bis 20 Zentimeter in der Mittagssonne aufweichen, während der darunter liegende Altschnee meist stabil bleibt. Gefahr besteht aber nicht nur bei unsichtbaren Spalten, sondern auch dort, wo zwar die Spalte als solche erkennbar ist, nicht aber ihre volle Ausdehnung. Ist der Spaltenrand schneebedeckt, ist häufig nicht erkennbar, ob die Schneebedeckung mit der Spalte im Eis abschließt, oder ob sie über den Spaltenrand hängt und die Spalte in Wahrheit viel breiter ist, als der Schnee erkennen lässt. Dieselbe Gefahr besteht auch hinsichtlich der Länge der Spalte. Erscheint der erkennbare Riss im Schnee 50 Meter lang, kann der tatsächliche Riss im Eis unter der Schneedecke ohne weiteres doppelt so lang sein. Hier kann der Bergsteiger also auch einbrechen, wenn er die Spalte zu umgehen meint. Den besten Schutz gegen Spaltenstürze bieten allgemeine Vorsichtsmaßnahmen, insbesondere eine Anlage der Spur durch die Senken des Gletschers anstatt über seine Aufwölbungen, wo am ehesten Spalten aufreißen; ferner eine Rückkehr in den schneefreien Bereich vor der Mittagszeit. Muss eine Spaltenzone mittags oder nach Neuschnee durchquert werden, bleibt häufig nur das Sondieren durch Hineinstechen des Eispickelschafts in den Schnee. Die Länge des Pickels reicht aber in der Regel nicht aus, um sich der Stabilität der Schneedecke sicher zu sein. Mit Schneeschuhen und erst recht mit Ski ist die Gefahr des Einbrechens wegen der gegenüber dem Bergschuh weiträumigeren Lastverteilung deutlich geringer, aber – insbesondere bei Neuschnee – keineswegs beseitigt.

## Begehung von Gletschern und Spaltensturz

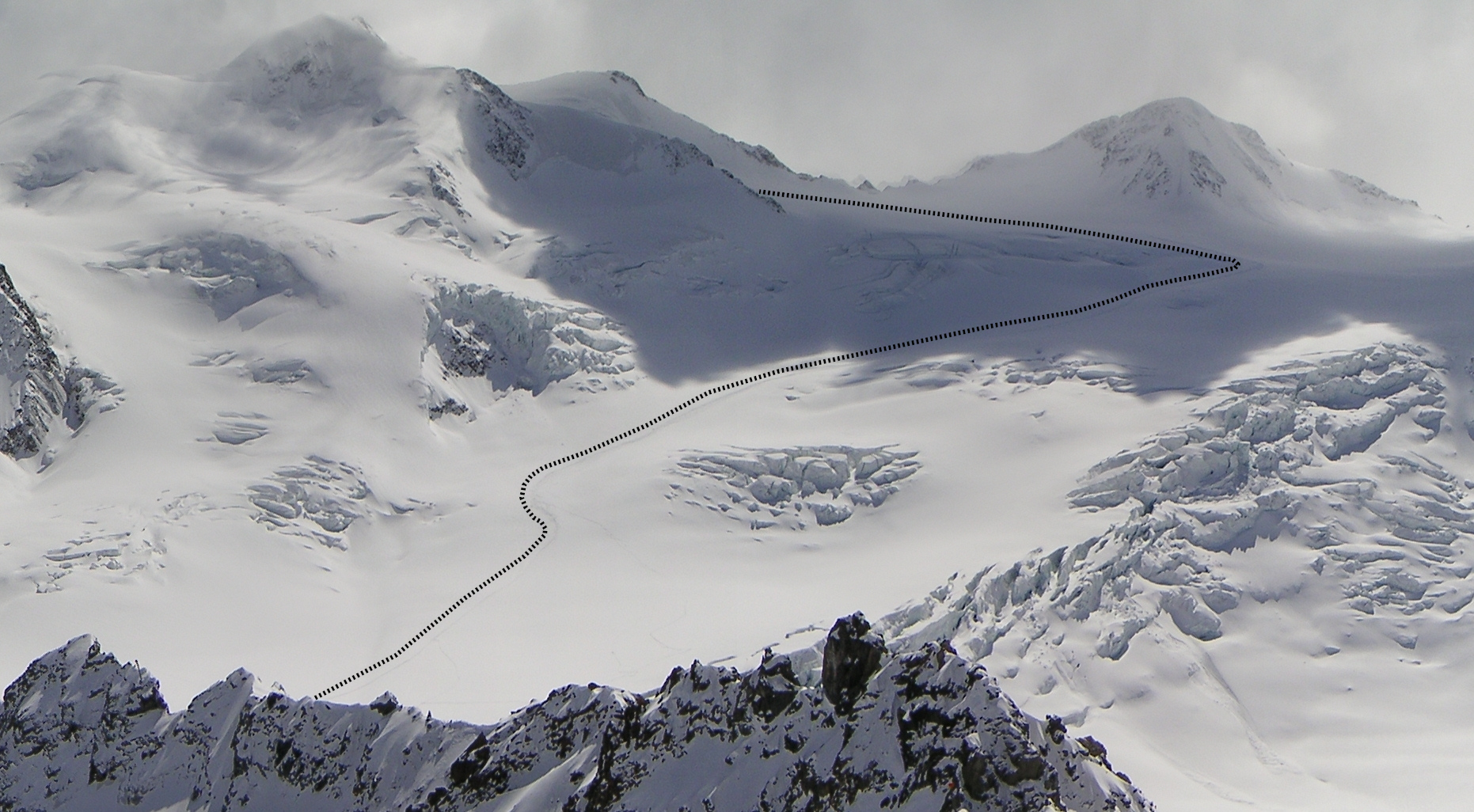
Markierte Aufstiegsspur von Skitourengehern zur Wildspitze (3768 m) in den Ötztaler Alpen. Die Spalten des Taschachferners sind im Spätwinter weiträumig und großteils mit Schnee verschlossen, die in der Bildmitte erkennbare Bruchzone wurde von den Skibergsteigern links umgangen.

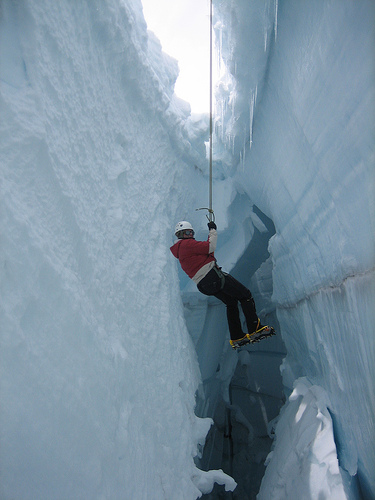
Spaltenbergung (Fremdrettung)

Der Sturz in eine Spalte kann je nach der Form und Tiefe der Spalte unter Umständen tödlich sein. Fast ebenso unglücklich ist es, wenn die Spalte nach unten V-förmig zuläuft und sich der Stürzende aufgrund seiner Fallenergie unten festklemmt. In diesem Fall besteht aufgrund mangelnder Bewegungsmöglichkeit und des direkten Kontakts mit dem Eis die Gefahr des Erfrierens. Häufig endet der Sturz jedoch auf in der Spalte hängenden Schneeansammlungen oder Gebilden aus Eiszapfen, auf denen der Gestürzte im besten Fall unverletzt ausharren oder sogar das Hinausklettern aus der Spalte versuchen kann. Illusorisch ist es dagegen wegen der fast immer zu geringen Signalstärke mit einem Mobiltelefon fremde Hilfe rufen zu wollen.
Das richtige Verhalten auf schneebedeckten Gletschern:
- Der Sturz in eine Gletscherspalte kann eine tödliche Gefahr darstellen, deshalb dürfen Gletscher nur mit entsprechender Hochtourenausrüstung und angeseilt begangen werden. Seilschaften sollten aus mindestens drei Personen bestehen, die bei der Begehung konsequent einen 10-Meter-Abstand einhalten, wobei das Seil immer straff geführt werden muss.
- Ausnahmen werden in der Praxis meist beim Skibergsteigen gemacht, wenn der Gletscher flach ist und vor allem eine tragfähige Schneedecke aufweist – insbesondere morgens, wenn die Schneedecke hart gefroren ist. In Spaltenzonen, ohne Ski und in der Sommersaison sollte dagegen unbedingt immer angeseilt werden.
- Jeder Bergsteiger sollte eine komplette Hochtourenausrüstung, bestehend unter anderem aus Kletterseil, Anseilgurt, Steigeisen und Eispickel mitführen und die Technik der Spaltenbergung beherrschen.
- Die Spaltenbergung erfolgt in der Regel entweder durch Selbstrettung mit Hilfe von Steigklemmen oder Prusik- (Klemm-)Knoten oder durch Fremdrettung mit Hilfe eines einfachen Flaschenzugs, indem dem Gestürzten eine freie Seilschlinge zum Einklinken hinuntergelassen wird. Falls die Gruppe nicht in der Lage ist, den Gestürzten herauszuziehen, kann dieser sich mit der sog. Münchhausen-Technik[5] eventuell selbst retten.
- Bei Zweier- und Dreierseilschaften wird empfohlen, Bremsknoten in das Seil zu knüpfen. Wenn sich das Seil in den Spaltenrand einschneidet, wird der Sturz – je nach Schneebeschaffenheit – abgebremst oder eventuell gestoppt.
- Auf unebenen Gletschern sollte die Spur nie über die Buckel führen, sondern möglichst immer den Kuhlen folgen, da hier die Spaltenbildung geringer ist.
- Verlaufen die Spalten parallel zueinander, sollte sich die Seilschaft möglichst im rechten Winkel dazu bewegen, um den Sturz weiterer Seilpartner in die Spalte auszuschließen.
- Eine rechtzeitige Rückkehr aus der Schneeregion vor dem Mittag ist ratsam, weil durch den hohen Sonnenstand Schneebrücken durch Abschmelzen nicht mehr tragfähig sind, die gleiche Gefahr besteht nach lauen Nächten, die in der Regel einen bedeckten Himmel aufweisen.